# Helina villositarsis
Helina villositarsis är en tvåvingeart som först beskrevs av Pandelle 1898.  Helina villositarsis ingår i släktet Helina och familjen husflugor. Inga underarter finns listade i Catalogue of Life.